# Hotell Gyllene Knorren
Hotell Gyllene Knorren var 2010 års julkalender i Sveriges Television. Julkalendern är skriven av Måns Gahrton och Johan Unenge och regisserad av Mikael Syrén. För första gången producerades inte julkalendern av SVT Drama, utan av Svensk Filmindustri. Första programmet lades upp före TV-sändningen, klockan 06.00 den 1 december 2010 på SVT Play. På kvällen 24 december, i samband med repriseringen av det sista avsnittet, visade SVT bakom-kulisserna-programmet Bakom julkalendern.
Hotellet utgjordes av Ljunglöfska slottet i Bromma.

## Handling
Familjen Rantanen tar över ett hotell kallat Gyllene Orren som ligger i ett område som heter Östra Glesbygden. Mamma Ritva har tidigare jobbat på Finlandsbåtarna och pappa Roger har arbetat som dammsugarförsäljare. Vad de inte vet när de tar över hotellet från familjen Grossman är att de blivit lurade. Det har byggts en ny motorväg genom Östra Glesbygden och Grossmans har byggt ett nytt hotell vid denna. Därför är det Grossmans som får alla gäster medan Rantanen får kämpa för att överhuvudtaget få någon gäst. Problemen växer också genom att de lånat pengar för att kunna köpa hotellet och de saknar till och med pengar för att ge de fåtalet gäster de får mat. Ett annat problem är att deras kommun planerar att bygga en ny soptipp som eventuellt kan hota hotellet.

## Medverkande
- Maria Sid – Ritva Rantanen
- Peter Engman – Roger Rantanen
- Linnea Firsching – Isadora Rantanen
- Buster Isitt – Ingo Rantanen
- Axel Karlsson – Tony Grossman
- Simon Norrthon – Henning Grossman
- Karin Bergquist – Amelia Grossman
- Vanna Rosenberg – reportern Wallraff
- Annika Augustsson – chefredaktör Charlotta
- Jane Friedmann – Laila
- Jesper Bromark – Ritvas chef
- Stefan Klockby – Rasmus van Damme
- Johan Rheborg – Lennart
- Johannes Wanselow – grannen Jönsson
- Carla Abrahamsen – Angelika Grossman
- Shima Niavarani – Yvonne
- Kajsa Ernst – Inga-Kajsa
- Sunil Munshi – Kennert
- Kåre Mölder – Kolgubbe
- Filippa Höglund – Hanna
- Ameria Yakan – Carro
- Olof Wretling – Rolf
- Sven Björklund – Rudolf
- Per Svensson – Jesper Jeppson
- Ann-Charlotte Franzén – Jenny Jeppson
- Linda Camarena – Janina Jeppson
- Violetta Stephan-Barsotti – Annika Bonusson
- Josef Törner – parkeringsvakten
- Michael Bergqvist och Sandra Camenisch – kärleksparet
- Lotta Tejle – kommunalråd Marianne
- David Wiberg – assistent Razak
- Fillie Lyckow – berättarröst

## Papperskalender

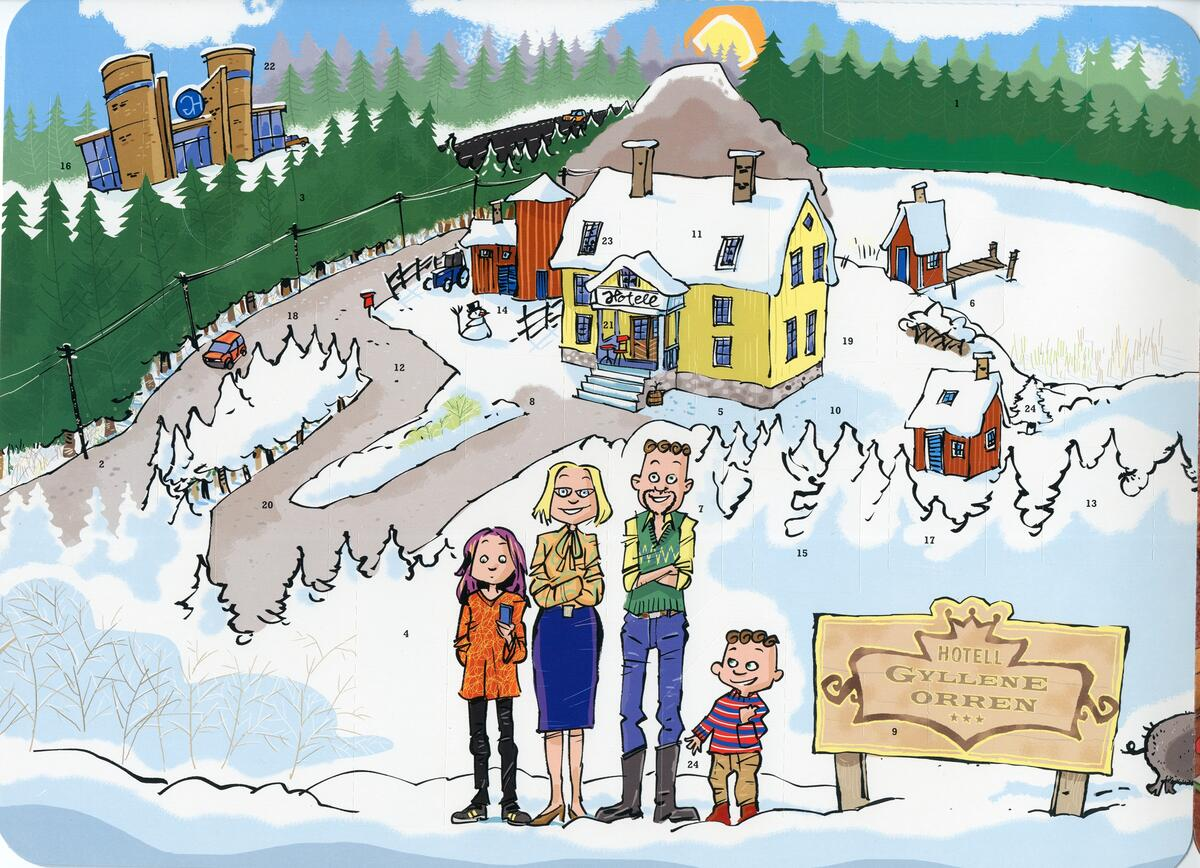
Papperskalendern

Årets papperskalender ritades av Johan Unenge och föreställer familjen Rantanen framför hotellet Gyllene (Kn)Orren. I bakgrunden syns konkurrenterna Grossmans hotell.

## Uppföljare
Den 25 februari 2011 hade långfilmen Hotell Gyllene Knorren – filmen biopremiär. Långfilmen är skriven av Paolo Vacirca, producerad av SF och regisserad av Mikael Syrén. Filmen utspelar sig på sommaren efter julkalendern och är baserad på karaktärer från TV-serien. Långfilmen har den alternativa titeln Världens finaste gris och fokuserar på minigrisen Pyret.